# Szászánida-dinasztia
A Szászánida-dinasztia (más néven Szászánidák vagy Szászán-ház) alapította meg és irányította 224 és 651 között az iráni Szászánida Birodalmat. A dinasztia alapítója I. Ardasír volt, aki Szászán tiszteletére nevezte el a dinasztiát.
A sahánsah (nagykirály) volt a birodalom egyedüli uralkodója, államfője és kormányfője. Időnként a hatalom de facto más tisztségviselőkre, nevezetesen a spahbed-ekre szállt át. Miután a birodalmat 651-ben meghódította a Rásidún kalifátus, a család tagjai III. Jazdagird halálát követően száműzetésbe menekültek Kínába, ahol Tang Kao-cung a császári udvar tagjaiként fogadta őket. Bár számos kísérletet tettek arra, hogy kínai támogatással megtámadják az iszlám Perzsiát, a szászánidák ezen ága Kínában maradt. Narsak, Jazdagird unokája és az utolsó feljegyzett szászánida Kínában, a császári család tiszteletére felvette a Li (李) családnevet.
A szaszanida uralkodók azt állították, hogy a Kajanidáktól származtak, egy legendás perzsa dinasztiától, amelyet az Avesztában, a zoroasztrizmus szent szövegeiben említenek, és amelyről általában azt gondolják, hogy a késői Akhaimenidák történelmén alapul. Így II Dara, a kajanidák királya, akire Szaszan állítólag visszavezette származását, valószínűleg III Dareiosz, akinek birodalmát III. Alexandrosz (Nagy Sándor) ugyanúgy meghódította, mint Dara birodalmát.  Egy másik, ettől eltérő beszámoló a Kar-Namag i Ardasír i Pabagan-ban található, amelyben Ardasír úgy szerepel, mint Pápaknak,  Pârsz (fársz) tartomány hűbérurának meg nem nevezett lányának a fia. Nagyapja, Szászán III. Dareiosz leszármazottja volt. Ezen egymásnak ellentmondó beszámolók alapján azonban egyes történészek, például Touraj Daryaee, arra a következtetésre jutottak, hogy Ardasír egyszerűen olyan történetet alakított ki családja őseiről, mely a legmegfelelőbb volt hatalma biztosításához. Ardasír rokonságba hozása a legendás Kajanidákkal és a Kaj cím használatával, amellett, hogy összekapcsolja magát Szaszan-al, egy őrző istenséggel, valamint Dara-val, aki valószínűleg I. Dareiosz vagy III. Dareiosz lehetett, arra utal, hogy az Akhaimenidáktól való származását igyekezett igazolni.  Ezenkívül a „Szaszan” névről azt feltételezik, hogy a „Ssn” epigráfiai formából áll össze a különböző tárgyakon és dokumentumokon, ami arra utal, hogy Szaszan egy zoroasztriánus istenség lehetett, bár sem az Aveszta, sem más iráni szövegek nem említik. Martin Schwartz nemrégiben kimutatta, hogy a kerámiaedényeken ábrázolt istenség nem Szaszan-hoz kapcsolódik, hanem Ssn-t, egy szemita istenséget (vagy istennőt) ábrázol, akit Ugaritban az i. e. második évezredben imádtak. A Takszilában talált érméken a „Szasza” szó szerepel; valószínűleg a „Szaszan” szóval áll rokonságban, mivel az érméken lévő szimbólumok hasonlítanak I. Sápur, Ardasír fiának érméire. Mindezek alapján feltételezhető, hogy Ardasír isteni származásúnak vallotta magát, és a szaszanidák Szászánt isteni rangra emelhették. 

## Fordítás
Ez a szócikk részben vagy egészben  a   Sasanian dynasty című angol Wikipédia-szócikk ezen változatának fordításán alapul.  Az eredeti cikk szerkesztőit annak laptörténete sorolja fel. Ez a jelzés csupán a megfogalmazás eredetét és a szerzői jogokat jelzi, nem szolgál a cikkben szereplő információk forrásmegjelöléseként.